# Constant Soulier
Constant Soulier (5 septembre 1897 - 2 juillet 1933) est un as français de la Première Guerre mondiale, crédité de 6 victoires aériennes. Il devint le plus jeune as français, après la mort de Paul Sauvage en janvier 1917. Traumatisé par les combats, Constant Soulier découvre l'alcool et la cocaïne lors d'une tournée de propagande aux États-Unis à la fin de la guerre. Il ne réussit jamais à se réinsérer dans la vie civile et meurt prématurément en 1933.

## Biographie

### Origines familiales et jeunesse
Constant Benjamin Frédéric Soulier naît à Neuilly-sur-Seine le 5 septembre 1897 dans une famille de fonctionnaires assez aisée. Son père Paul est chef de bureau au service des chemins de fer de l’État, et sa mère, Marie Paillard-Ducléré vient d’une famille ayant produit plusieurs hauts fonctionnaires. Constant grandit donc dans une famille bourgeoise, ce qui lui permet de nourrir des projets d’avenir brillants : il va au collège et ambitionne d’entrer à l’école polytechnique.

### Première Guerre mondiale

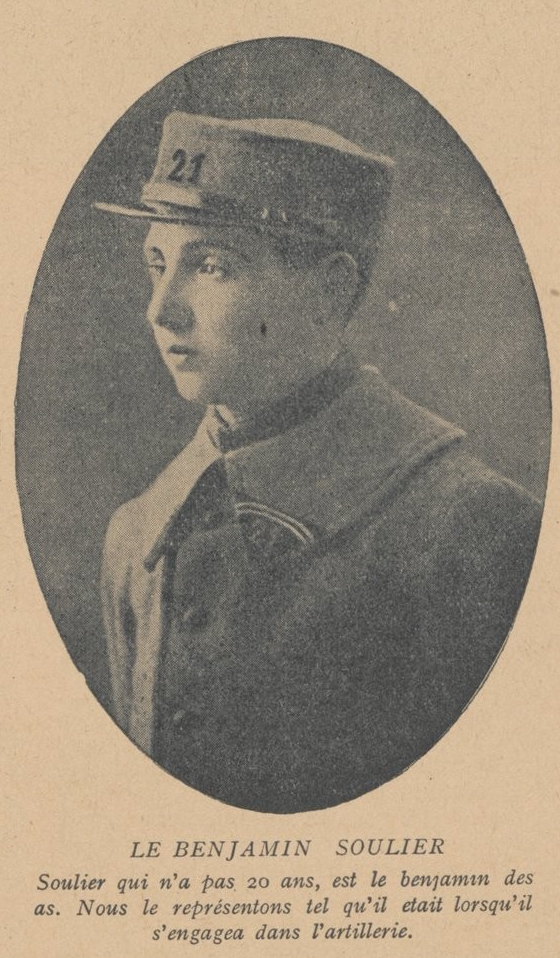
Constant Soulier en uniforme d'artilleur dans le numéro du 28 juin 1917 de la Guerre aérienne illustrée de Jacques Mortane.

Lorsque la guerre éclate, Constant Soulier n’a pas encore 17 ans, mais cherche à s’engager : il est rejeté non seulement pour son âge, mais aussi pour sa constitution physique, jugée trop faible. Il parvient finalement à s’engager le 12 mars 1915 (il a alors 17 ans et 6 mois). Constant est alors incorporé au 21e régiment d’artillerie comme simple soldat et n’est probablement pas envoyé en ligne car le 25 septembre suivant il est muté dans le service aéronautique comme élève-pilote, d’abord à Longvic, puis à Pau,. Dès sa formation, il survit à un crash aérien après avoir été déstabilisé par le souffle d’un appareil passant au dessus de lui.
Au terme de sa formation, il obtient son brevet de pilote militaire ainsi que le grade de brigadier, le 11 mars 1916. Après un bref passage à l’École de tir aérien de Cazaux, il est affecté le 15 juin 1916 à l’escadrille N 26, une unité engagée aux côtés des Britanniques dans la bataille de la Somme et stationnée à Cachy. 

#### Carrière d'as
Constant Soulier livre son premier combat aérien dans des conditions très délicates. Avec un autre nouvel arrivant au front, il reçut l'ordre d’effectuer une patrouille, au cours de laquelle ils rencontrèrent deux Fokker. Soulier engage le combat, mais sa mitrailleuse, placée sur l'aile supérieure de son Nieuport 17 n'est pas bien fixée. Au premier tir, elle se décroche partiellement pour se fracasser sur sa tête, manquant de l'assommer. Soulier passe le reste du combat à piloter son appareil d'une main et à maintenir sa mitrailleuse en place de l'autre, mais parvient tout de même à opposer suffisamment de résistance à son adversaire pour le contraindre à fuir après avoir vidé toutes ses munitions. Les deux pilotes français regagnent alors leurs bases.

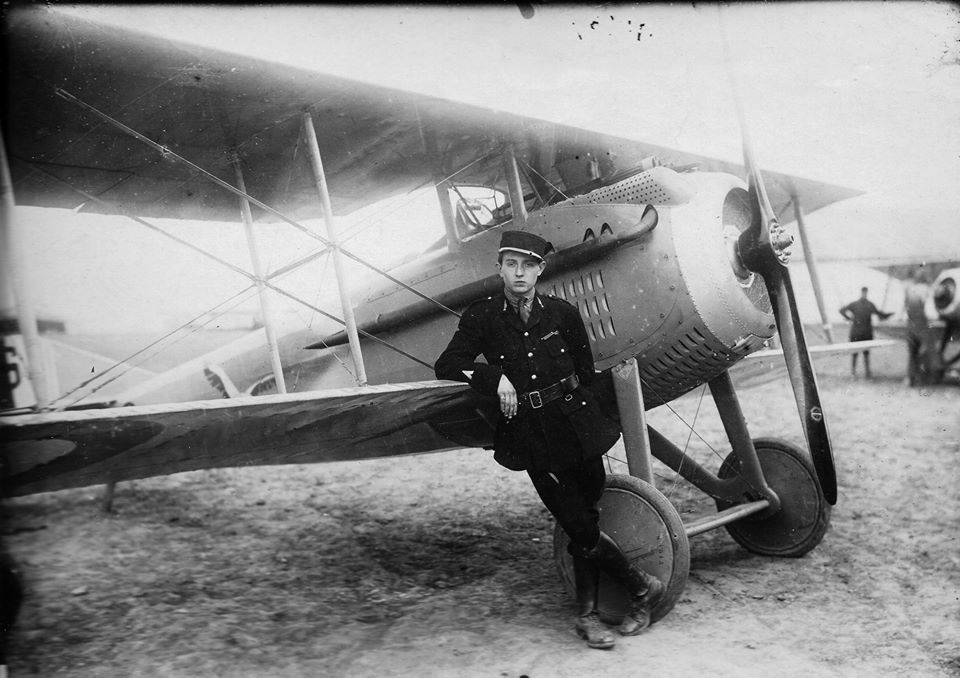
Constant Soulier devant son SPAD S.VII, en 1917.

Deux mois après son arrivée dans l’escadrille, le 22 août, Soulier déclare avoir abattu un ballon d’observation ennemi au dessus de Mesnil-Saint-Nicaise mais l’homologation lui est refusée. Deux jours plus tard, sa première victoire homologuée lui est accordée, sur un autre ballon. Le 16 octobre, il remporte sa deuxième victoire sur un LVG type C, mais sa carrière manque de s’arrêter quelques jours plus tard. Au cours d'une reconnaissance en duo à l'est de Péronne, au-dessus du territoire ennemi, Soulier est attaqué par trois appareils allemands et son binôme, gravement blessé, est rapidement mis hors de combat. Alors que Soulier s'apprête à attaquer, une pale de son hélice est brisée par une rafale de mitrailleuse ennemie et il part en vrille à 3 000 mètres d'altitude. Après avoir déjà perdu 1 000 mètres, il coupe son moteur pour éviter les dégâts supplémentaires, rétablit son appareil et se laisse planer dans la direction des lignes françaises. Après un atterrissage brutal, il est secouru par des fantassins et regagne sa base avec quelques contusions seulement.
Le 10 novembre, il remporte sa troisième victoire sur un Aviatik.
Mais les combats affectent durement le jeune pilote, qui doit être placé en maison de repos entre janvier et mars 1917. Il revient au front pour participer à la bataille du Chemin des Dames, à laquelle il prend part aux commandes d’un SPAD S.VII. Au printemps, l’escadrille N26 gagne les environ de Fismes, un secteur dans lequel les Allemands sont très actifs. C’est là qu’en mai, Constant Soulier devient un as en remportant ses 4e et 5e victoires homologuées, puis une 6e victoire le 3 juin. Il est alors le plus jeune as de France, après la mort de Paul Sauvage en janvier 1917, ce qui attire l’attention de la presse, notamment avec un article à son sujet par Jacques Mortane, qui l'affuble du surnom de « benjamin des as ».
Constant Soulier supporte cependant très mal le danger omniprésent dans l’aviation de l’époque. Après un an de vol, et environ 70 combats, il avait subi plusieurs crashs à la suite de pannes moteurs ou de décrochages et avait manqué plusieurs fois d’être abattu par la défense anti-aérienne allemande. Le rythme effréné des missions (parfois trois par jour), joue aussi un rôle dans l’épuisement du jeune homme. En juin 1917, il doit une nouvelle fois être retiré du front pour aller dans une maison de repos à Arcachon,.

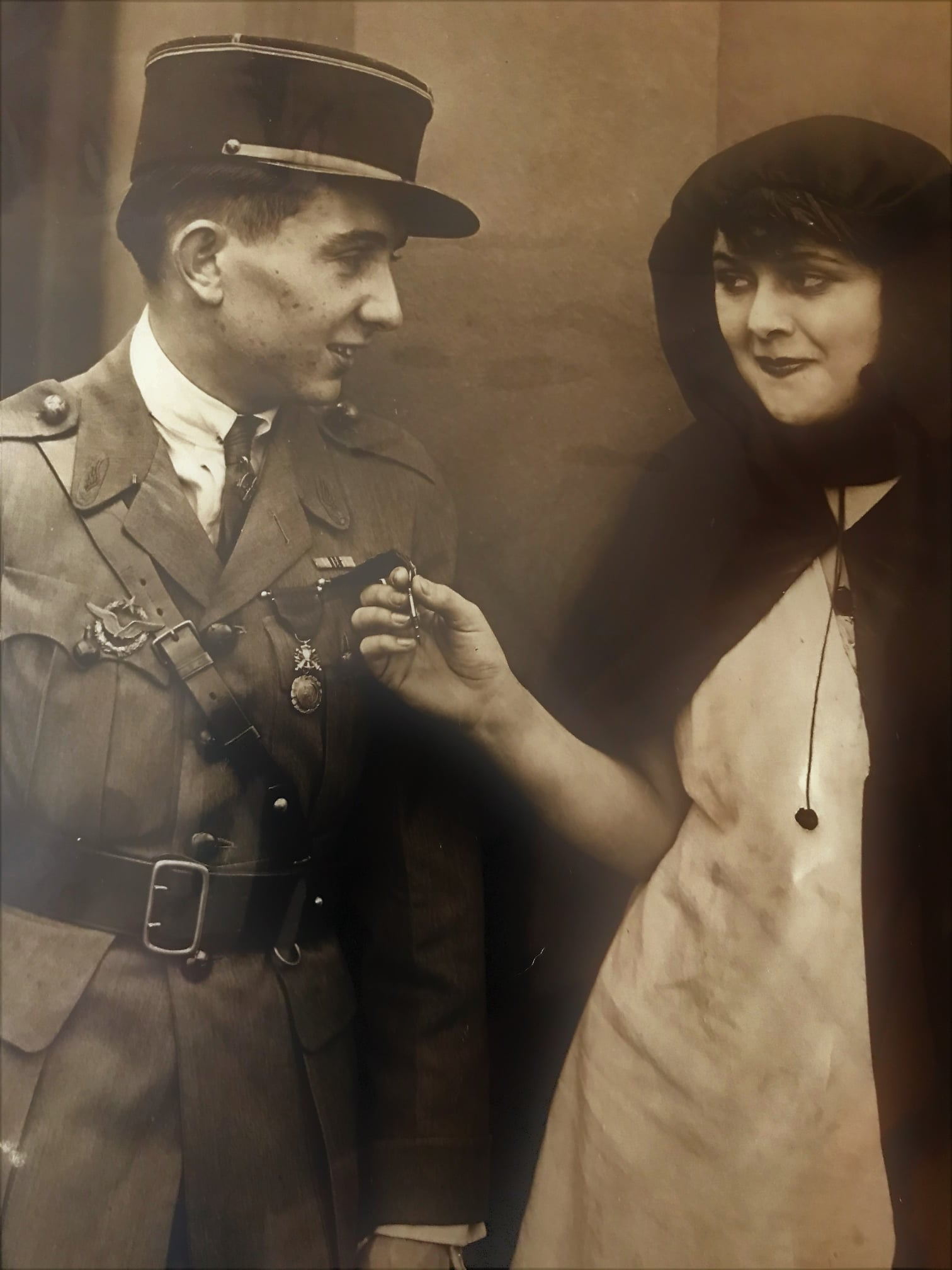
Photo prise avec une jeune Américaine lors de la tournée de Constant Soulier aux États-Unis, le 4 novembre 1918.

Il y reste jusque décembre, lorsqu’il est promu sous-lieutenant et affecté à une mission militaire à destination des États-Unis, où il doit effectuer des spectacles aériens pour servir la propagande de guerre française. Soulier impressionne les Américains par son jeune âge, et la presse s’en fait l’écho, mais ses problèmes psychologiques empirent durant sa tournée. Le jeune as sombre dans l’alcool et la cocaïne. À son retour en France, il est de nouveau envoyé en maison de repos à Arcachon où il reste au moins jusqu'en avril 1919, avant de revenir à la vie civile.

### Impossible retour à la vie civile
Dans l’immédiat après-guerre, Constant Soulier reste accro à la drogue, ce qui lui vaut une condamnation par le tribunal de la Seine en avril 1921. Son état de santé se dégrade, car il souffre d’une forme de paralysie. En 1926, grâce à l’entremise de son père, il décroche un emploi réservé aux militaires invalides à la compagnie des chemins de fer,. Il ne peut cependant pas l’occuper à cause de sa santé défaillante. La relation de Constant Soulier avec ses parents se détériore rapidement. Il avait en effet contracté un mariage en Angleterre, dont ses parents ont obtenu la nullité en France. Il se marie alors à la mairie du 14e arrondissement de Paris pour officialiser son union. Parallèlement, il intente un procès à ses parents en 1928 pour réclamer 5 000 francs mensuels de pension alimentaire : il n’en obtient finalement que 1800. 
Toujours rongé par l’alcool, la drogue et ses traumatismes, Constant Soulier décède dans l'anonymat à Maisons-Laffitte le 2 juillet 1933, à seulement 35 ans.